# Salão
Salão é uma freguesia portuguesa do município da Horta, na Ilha do Faial, Região Autónoma dos Açores, com 11,80 km² de área e 354 habitantes (censo de 2021). A sua densidade populacional é 30 hab./km².
É constituída pelos lugares de Arrabalde, Barreiro, Canto, Carapeta, Cela, Lomba e Salão. Tem como principal atividade económica a agro-pecuária.

## Demografia
A população registada nos censos foi:
| Distribuição da População por Grupos Etários | Distribuição da População por Grupos Etários | Distribuição da População por Grupos Etários | Distribuição da População por Grupos Etários | Distribuição da População por Grupos Etários |
| -------------------------------------------- | -------------------------------------------- | -------------------------------------------- | -------------------------------------------- | -------------------------------------------- |
| Ano                                          | 0-14 Anos                                    | 15-24 Anos                                   | 25-64 Anos                                   | > 65 Anos                                    |
| 2001                                         | 89                                           | 55                                           | 229                                          | 63                                           |
| 2011                                         | 57                                           | 48                                           | 221                                          | 75                                           |
| 2021                                         | 36                                           | 38                                           | 196                                          | 84                                           |

## História, Monumentos e Museus

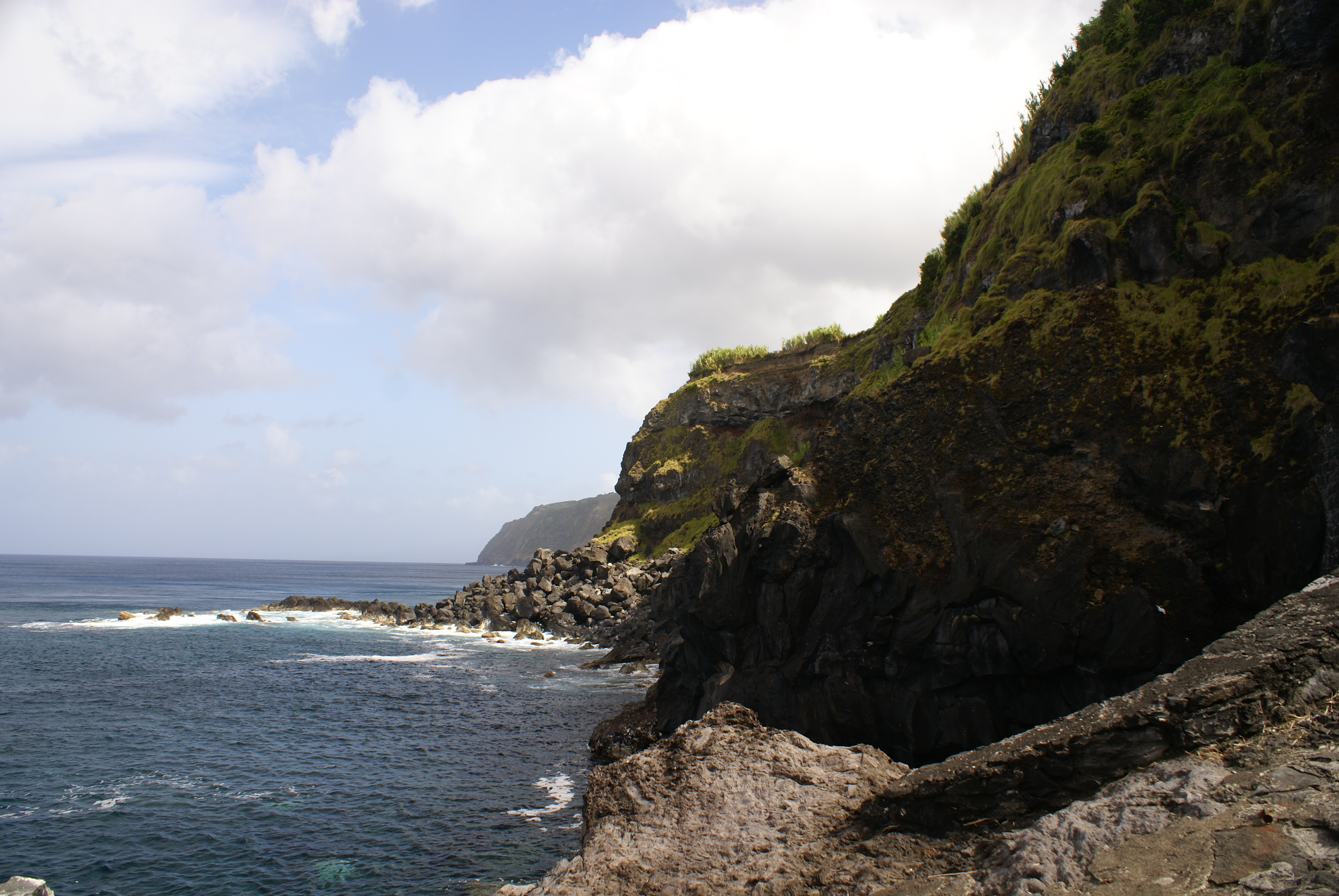
Zona costeira do Salão.

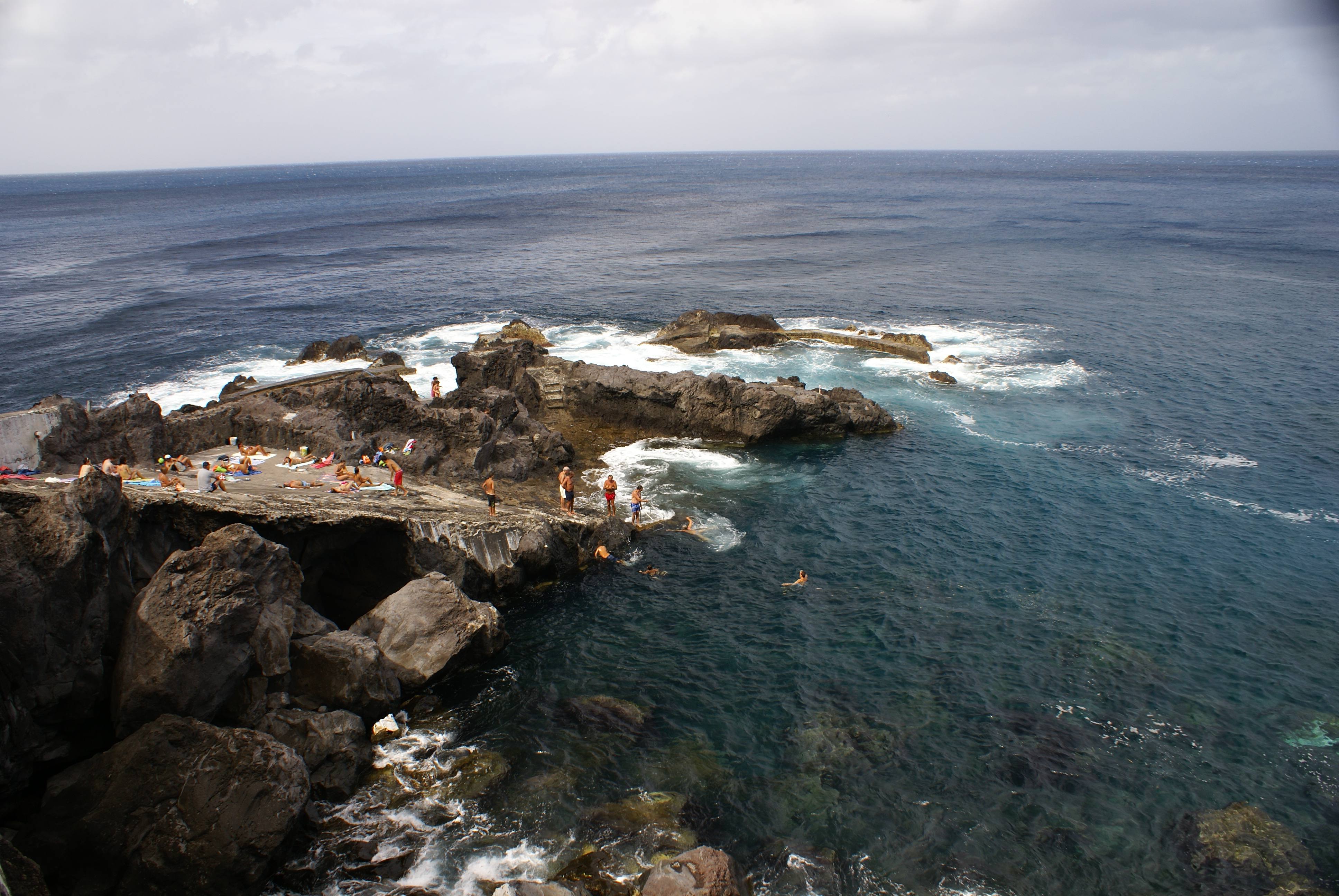
Zona piscatória do Salão.

A freguesia do Salão está situada na costa Nordeste da ilha, entre a Ponta da Ribeirinha e a Ponta da Eira. O invulgar nome da sede de freguesia, Salão ou Solão, estará relacionado o saibro grosso de bagacina (termo local usado para designar o "lapilli").
O povoamento do Salão iniciou-se por volta de 1620, por uma família de castelhanos vindos dos Cedros, que aí tinham-se fixado em 1589. Após uma desordem provocada por motivos de posses de terrenos, deslocaram-se mais para Sul dos Cedros e se estabeleceram no lugar a que deram o nome de Carapeta. Carapeta, de Carapeto, é um termo em desuso sinómino de "o que prega mentiras; mentiroso".
A pequena Fonte da Carapeta desapareceu com o Sismo de 1926. Depois da separação de Portugal do Domínio Filípino, em 1640, os portugueses residentes dos Cedros expulsaram os espanhois da freguesia. Eram devotos da imagem de N. Sr.ª do Perpétuo Socorro, vinda de Espanha.
O desenvolvimento do Salão permitiu-lhe ascender à categoria de Freguesia, em 1730. A Igreja de Nossa Senhora do Socorro construída em 1780, veio  substituir uma anterior capela de 1727. O edifício tinha 24,2 metros de comprimento por 10,12 metros de largura, com 1 altar-mor. No ano de 1834, são doados à igreja 3 retábulos dourados que pertenciam ao extinto Convento de São João da Horta, e ainda, o púlpito e o gradeamento do coro, ficando a igreja com 3 altares, sendo os altares laterais, dedicados à N. Sr.ª do Rosário e à N. Sr.ª das Dores. A igreja é totalmente destruída no Sismo de 9 de Julho de 1998.
Anteriormente, o Salão era um lugar da freguesia de Santa Bárbara dos Cedros. "Cela" deve o nome ao facto de uma freira ter vindo acabar os seus dias para o Salão, quando da extinção das ordens religiosas, em 1834. Fez da sua casa uma cela igual à que tinha no convento e continuou a sua vida de freira até à morte. O povo chamou à sua casa, a "casa da Cela", e depois, o "lugar da Cela", como ainda hoje é chamado.
No Porto do Salão, pequeno cais piscatório, dispõe um pequeno Parque de Campismo que disponibiliza grelhadores e instalações sanitárias. O Parque Florestal do Cabouco Velho, situado na parte Alta da freguesia, reúne numa área de 5 hectares todas as condições para passar um agradável dia ao ar livre, em convivência com a natureza. Nele podem ser observadas diversas plantas endémicas que rodeiam as mesas de piquenique e as zonas de recreio infantis. Disponibiliza parques de estacionamento, bem como grelhadores e instalações sanitárias.

## Tradições, Festas e Curiosidades
Para além das festas do culto do Divino Espírito Santo, nesta freguesia fazem-se no dia 8 de setembro de cada ano as festa de Nossa Senhora do Socorro, que é padroeira da localidade e cuja imagem se encontra na Igreja de Nossa Senhora do Socorro. O Grupo Folclórico do Salão, foi fundado a 25 de Dezembro de 1973. O artesanato continua a ser representado pela cestaria em vime. São vários os tipos de cestos feitos, desde os cestos para jóias até aos que são utilizados nos produtos agrícolas. Cada um cesto demora 2 a 3 horas a ser feito.
No ano de 1871, a população da freguesia era de 1 186 habitantes distribuídos por 286 fogos. A população foi reduzindo ao longo dos anos, devido essencialmente à emigração. Em 1962, no Salão viviam 750 habitantes distribuídos por 210 fogos. Em 1970, viviam no Salão 585 pessoas, mantendo-se dentro deste número até 1991.

## Economia
Além da agricultura (trigo, milho, linho, …), os saloenses dedicavam-se muito a pecuária. Segundo uma estatística do ano de 1867, na freguesia havia 530 cabeças de gado bovino, 4000 de gado ovino, que rendia com 800 kg de lã, 300 de caprino e 250 de suíno. O Porto do Salão, foi um dos primeiros portos dos Açores na "caça à baleia". O local onde se encontra era ideal para apanhar as baleias que vinham do lado de São Jorge e da Graciosa. A freguesia teve uma companhia baleeira, que se chamava "Companhia Baleeira Saloense" e era formada só com pessoas da freguesia. Tinha 2 botes baleeiros e 1 lancha de boca aberta. Mais tarde, esta companhia foi vendida a uma compainha do Cais do Pico, mas continuou estacionada no Salão....